# Ахмет Тевфик Юджесой
Ахмет Кавазищи, Ахмет Тевфик Юджесой (тур. Ahmet Tevfik Yücesoy) (род. 1877 г., Киркук, Мосул (вилайет), Османская империя— ум. 8 марта 1959, Стамбул) — османский лазский писатель. Известен как основатель и первый президент «Стамбульского шахматного общества», первого шахматного общества в Турции, а также «Лазского национального общества развития». 

## Биография
Родился в Киркуке как единственный сын великого Кавасзаде Хасан Риза Паша, вали из Урфы. Его семья изначально была из деревни Чаглайан в Фындыклы, и его корни уходят к семье Гавазаде (Кавазищи). Из-за служебных обязанностей своего отца он получал начальное образование в городах Анатолии и Ирака. Позже он поступил в военную среднюю школу в Стамбуле. Во время обучения он изучал французский язык. После окончания военной школы он принял участие в Балканских войнах. В этот период он не разделял идеи партии «Единение и прогресс».
После ухода из активной военной службы в качестве старшего капитана, он работал учителем французского языка в военных училищах. В 1916 году он стал инспектором по образованию в Адане. 30 марта 1919 года он основал «Лазское национальное общество развития», которое требовало культурной автономии для лазов и не преследовало сепаратистских целей. В качестве президента общества он совершил путешествия по Черному морю и Грузии. Свои идеи относительно лазского культурного движения он изложил в своем произведении 1918 года под названием «Дорогие соотечественники, моя мольба к лазам и две великие страницы из истории». В период Республики он ушел из политики и стал преподавателем французского языка в Кулели Военной школе и Стамбульском техническом университете. В 1943 году он стал основателем и первым президентом Стамбульского шахматного общества. 8 марта 1959 года он ушел из жизни в Стамбуле.